# ويليام غوستافو
ويليام غوستافو (9 يناير 1992 بليميرا في البرازيل - ) هو لاعب كرة قدم برازيلي في مركز الدفاع. لعب مع نادي أكاديميكا كويمبرا وأتلتيكا فرانكانا ‏ وGrêmio Esportivo Anápolis ‏ وJacutinga Atlético Clube ‏ ونادي أوزفالدو كروز.

## وصلات خارجية
- ويليام غوستافو على موقع قاعدة بيانات كرة القدم.إي يو (الإنجليزية)
- ويليام غوستافو على موقع Soccerway.com (الإنجليزية)
- ويليام غوستافو على موقع AS.com (الإسبانية)